# Habezi járás

A Habezi járás Karacsáj- és Cserkeszföldön

A Habezi járás (oroszul Хабезский район, karacsáj nyelven Хабез район) Oroszország egyik járása Karacsáj- és Cserkeszföldön. Székhelye Habez.

## Népesség
- 1989-ben 27 108 lakosa volt.
- 2002-ben 31 885 lakosa volt, melyből 25 936 cserkesz (81,3%), 4 478 abaz (14%), 676 nogaj, 371 orosz, 109 karacsáj, 15 ukrán, 7 görög, 2 oszét.
- 2010-ben 30 356 lakosa volt, melyből 28 877 cserkesz (95,5%), 622 nogaj, 372 abaz, 174 orosz, 78 karacsáj.

A nemzetiségi összetételben bekövetkező változás a közigazgatási határvonalak módosításával magyarázható. Az abaz lakossággal rendelkező települések az Abaza járáshoz csatoltattak.